# Parallel Bus Interface

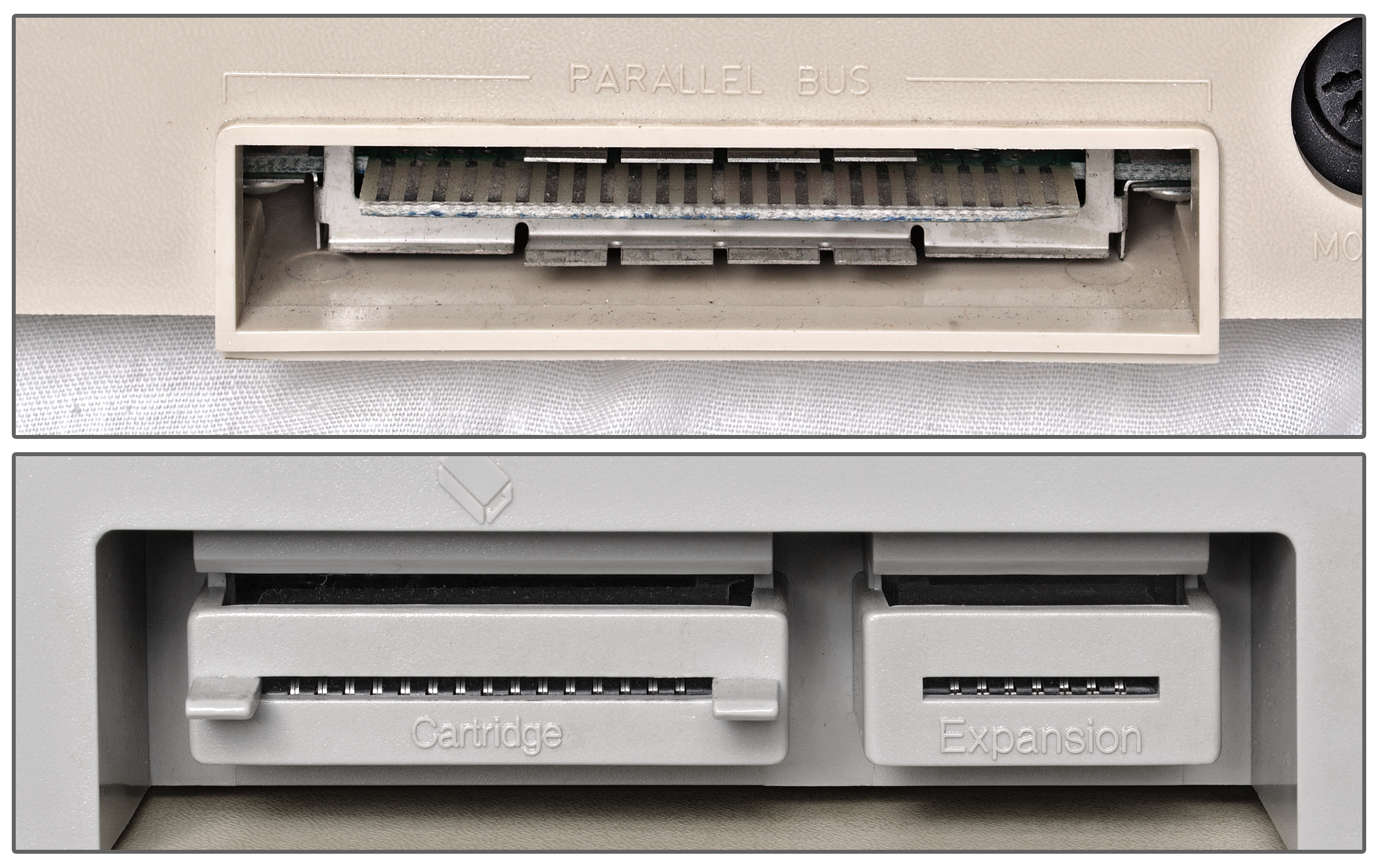
Parallel Bus Interface (sopra) e l'Enhanced Cartridge Interface (sotto).

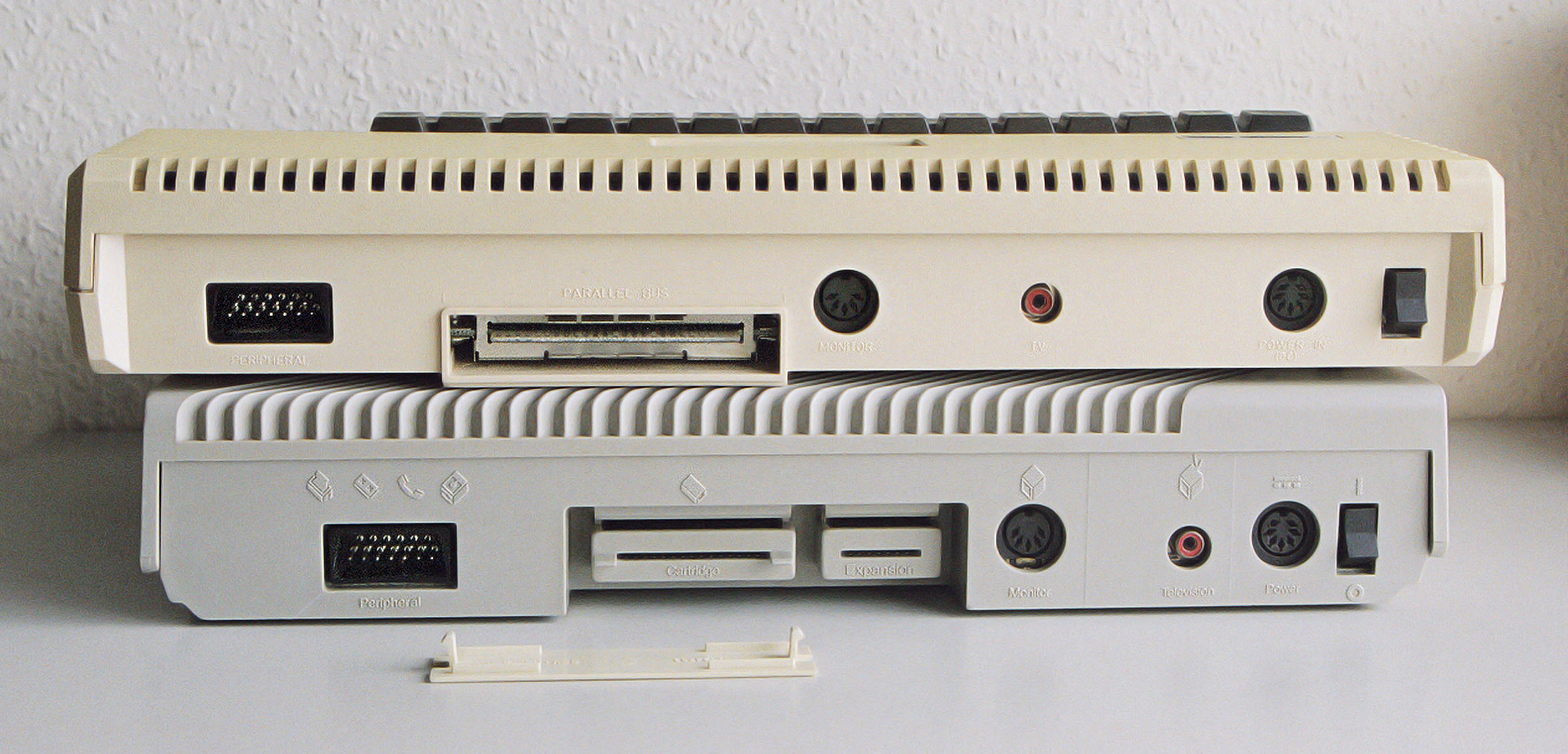
800XL europeo con il Parallel Bus Interface (sopra) ed il 130XE con l'Enhanced Cartridge Interface (sotto).

La Parallel Bus Interface o brevemente PBI è una porta composta da 50 pin presente su alcuni home computer della serie XL della Famiglia Atari 8-bit.
L'interfaccia PBI fornisce una connessione diretta e non bufferizzata alle linee (address, data e control) del bus di sistema ed opera alla stessa velocità della CPU 6502.
Solo gli home computer 600XL e 800XL sono dotati della interfaccia PBI. I sistemi della linea XE sono invece dotati della interfaccia Enhanced Cartridge Interface.

## Dispositivi
- Atari 1064 Memory Module - Progettato specificatamente per il modello 600XL, espande la memoria del 600XL a 64kB. È il solo dispositivo PBI commercializzato dalla Atari.

- Atari 1090 Expansion System - Progettato per fornire uno slot di espansione ai computer della linea XL. Mai commercializzato.